# Ogooué
L'Ogooué (parfois orthographié Ogowe) est le principal fleuve du Gabon.

## Étymologie
Selon Raponda-Walker, le nom d’Ogowe est d’origine Akélé.

## Géographie

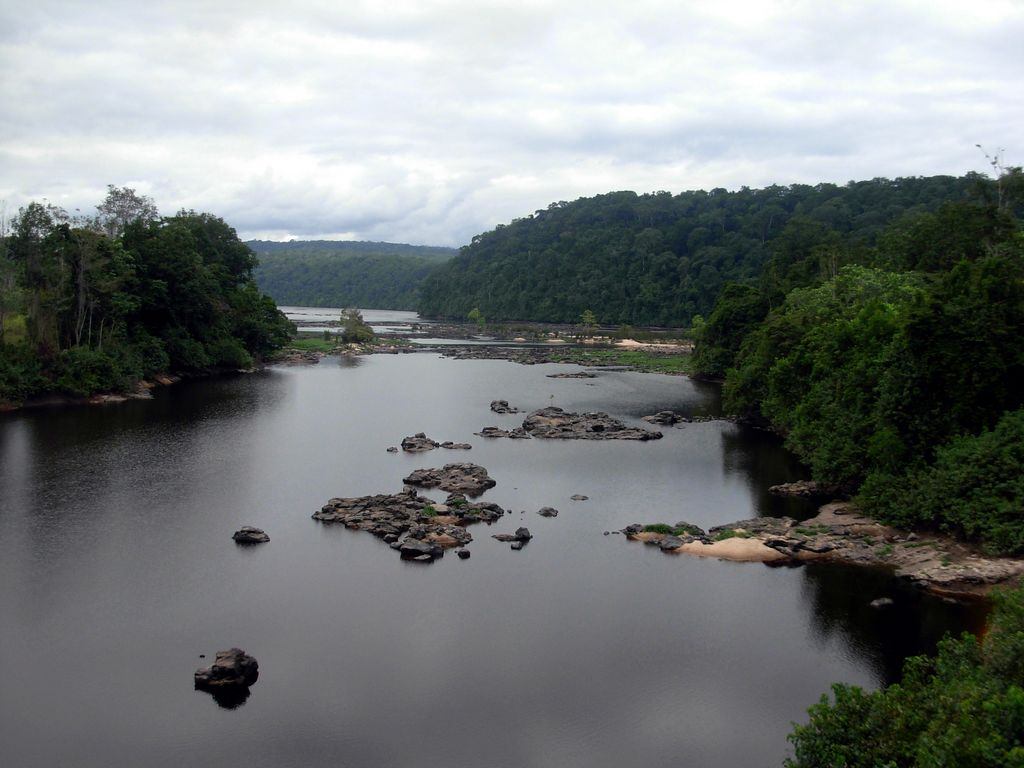
L'Ogooué à l'étiage dans la province d'Ogooué-Ivindo (août 2008).

L'Ogooué, d’une longueur avoisinant les 900 km, prend sa source en République du Congo, dans les Monts Ntalé, à une altitude de 840 mètres. Il se jette dans l’océan Atlantique par un delta marécageux au sud de Port-Gentil, après avoir suivi un cours principalement d'est en ouest. Il constitue une frontière naturelle pour plusieurs espèces, notamment le mandrill.

### Affluents
Affluents de rive droite :
- Mpassa (longueur : 136 km)
- Lékoni (longueur : 160 km)
- Sébé (longueur : 232 km)
- Lassio (longueur : 160 km)
- Ivindo
- Okano
- Abanga (longueur : 160 km)

Affluents de rive gauche :
- Anne rat (longueur : 90 km)
- Lolo (longueur : 240 km)
- Offoué (longueur : 170 km)
- Ngounié

### Villes traversées
- Franceville
- Lastoursville
- Booué
- Ndjolé
- Lambaréné

## Hydrométrie
Le débit du fleuve a été observé pendant 46 ans (1930-1975) à Lambaréné, ville située à 134 km de son débouché dans l'océan.
À Lambaréné, le débit annuel moyen ou module observé sur cette période a été de 4 689 m3/s pour une surface prise en compte de 207 065 km2, soit plus de 92 % du bassin versant du fleuve.
La lame d'eau écoulée dans le bassin atteint ainsi 714 mm/an, ce qui peut être considéré comme très élevé.
L'Ogooué est un fleuve abondant, bien alimenté en toutes saisons et donc assez régulier. Le débit moyen mensuel observé en août (minimum d'étiage) atteint 1 930 m3/s, soit quatre fois moins que le débit moyen du mois de novembre, ce qui montre une irrégularité saisonnière réduite. Sur la durée d'observation de 46 ans, le débit mensuel minimal a été de 979 m3/s, tandis que le débit mensuel maximal s'élevait à 11 300 m3/s.

## Économie
L'Ogooué est navigable de Ndjolé à la mer. Il est utilisé pour le transport du bois jusqu'à Port-Gentil. Axe de pénétration essentiel au XIXe siècle, alors qu'il n'y avait aucune route, l'Ogooué fut utilisé par les explorateurs européens (dont Pierre Savorgnan de Brazza) pour découvrir le Gabon. Les différentes tribus installées le long de son cours préservaient jalousement leur monopole du transport des marchandises sur la portion du fleuve qu'elles contrôlaient. L'Ogooué a perdu de son importance comme voie de communication depuis la construction de routes carrossables et depuis l'inauguration du Transgabonais.